# Palazzo Ruffo di Bagnara (Portici)
Der Palazzo Ruffo di Bagnara ist ein Palast aus dem 18. Jahrhundert in Portici in der italienischen Region Kampanien. Er liegt am Corso Giuseppe Garibaldi, 61, 73 und 75 und zählt zu den Villen der Miglio d’oro.

## Geschichte und Beschreibung
Das imposante Gebäude wurde ab 1720  im Auftrag des Prinzen von Sant’Antimo, Paolo Ruffo, Herzog von Bagnara, nach Plänen des Architekten Ferdinando Sanfelice errichtet. Der Palast, der zu den ersten Landhäusern gehörte, die im 18. Jahrhundert in Portici gebaut wurden, erhebt sich drei Stockwerke hoch und hat eine 100 Meter lange Fassade, die über dem Haupteingang das Wappen der Familie Ruffo trägt.
Anschließend an den Palast gab es einen großen Garten, der bis zum Meer hin abfiel, wo eine Folly in Form einer rustikalen Burg Platz fand; diese wurde 1942 abgerissen, um für eine Flugabwehrbatterie Platz zu machen. Am Fuße einer Tuffsteintreppe gab es eine Mineralquelle, die nicht nur König Ferdinand IV. wegen ihrer therapeutischen Qualitäten kannte.
Ab den 1950er-Jahren wurden in dem Gebiet ein ziviler Wohnpark und das Centro di Addestramento Professionale della Pontificia Opera di Assistenza (dt.: Berufsausbildungszentrum des Päpstlichen Hilfswerkes) errichtet. Der Palast wurde in verschiedene Anwesen aufgeteilt und von seinem alten Glanz ist heute nur noch wenig erhalten.